# Otto (Nueva York)
Otto es un pueblo ubicado en el condado de Cattaraugus en el estado estadounidense de Nueva York. En el año 2000 tenía una población de 831 habitantes y una densidad poblacional de 10 personas por km².

## Geografía
Otto se encuentra ubicado en las coordenadas 42°22′57″N 78°48′53″O / 42.38250, -78.81472.

## Demografía
Según la Oficina del Censo en 2000 los ingresos medios por hogar en la localidad eran de $37,625, y los ingresos medios por familia eran $43,942. Los hombres tenían unos ingresos medios de $31,063 frente a los $24,375 para las mujeres. La renta per cápita para la localidad era de $16,748. Alrededor del 9.4% de la población estaban por debajo del umbral de pobreza.